# Neoloboptera hololampra
Neoloboptera hololampra är en kackerlacksart som beskrevs av Bei-Bienko 1958. Neoloboptera hololampra ingår i släktet Neoloboptera och familjen småkackerlackor. Inga underarter finns listade i Catalogue of Life.